# Aethiothemis basilewskyi
Aethiothemis basilewskyi là một loài chuồn chuồn ngô thuộc họ Libellulidae. Nó là loài đặc hữu của Cộng hòa Dân chủ Congo.